# Villeloin-Coulangé
Villeloin-Coulangé är en kommun i departementet Indre-et-Loire i regionen Centre-Val de Loire i de centrala delarna av Frankrike. Kommunen ligger i kantonen Montrésor som tillhör arrondissementet Loches. År 2022 hade Villeloin-Coulangé 584 invånare.

## Befolkningsutveckling
Antalet invånare i kommunen Villeloin-Coulangé
Referens:INSEE